# 佐久長聖中学校・高等学校
佐久長聖中学校・高等学校（さくちょうせいちゅうがっこう・こうとうがっこう）は、長野県佐久市岩村田に所在する私立中学校・高等学校。
旧名「佐久高等学校」。略称は「佐久長聖」もしくは「長聖」「佐久長」
全国私立寮制学校協議加盟・参加校。

## 概要
1991年から『東大・京大・甲子園』をスローガンに掲げ、1995年に長野県内で初めて中高一貫教育を始めた。駅伝部やスケート部の全国優勝や野球部の甲子園春夏10回出場の実績がある。
教育課程はI類（進学）、II類（主にスポーツ）、中高一貫課程（以前はIII類と呼ばれていた）の3種類があり、類型別に授業を行う。また、中高一貫の生徒は、習熟度別にTM・α・βのクラスに分かれ授業を受ける（ただし、保健体育や音楽、美術などの授業は習熟度別に分かれない）。習熟度別のクラス分けは、考査の成績によって決まるため年に4回クラスが変わる。ホームルームのクラスと習熟度別のクラスは全く別物の扱いである。
2023年4月に現役アイドルなどから指導を受け、ライブや楽曲制作などの芸能活動を行うパフォーミングアーツコースと、在学中にゲームの開発から販売までを経験し、クリエイターを目指すゲームプログラミングコースが新設された。両コースの生徒は、一般の生徒と同じクラスに所属し、通常通りの授業を受けて放課後や土日の課外活動など授業以外の時間を使って専門的な学びを深める。それに関連して、パフォーミングアーツコースに在籍している一部の女子生徒でメンバーを構成する、学校公認のアイドルグループ「7限目のフルール」が結成された。学校側の課外授業活動の一環としてのアイドルグループ結成は、日本で初となった。この7限目のフルールは、学校の授業活動のみに留まらず、提携先の芸能事務所であるallfuzに所属する形態を採用し、また同グループおよび同校公認で、同グループのSNSを各種開設したり、一般のご当地アイドルなどと同様に、グッズを販売したり、ライブイベントで外部のファンを獲得するなど、本格的なものとなっている。
同校では英語学習にも力を入れており、通常の授業の他に、日本国外（主にフィリピン）の現地講師とのオンライン授業を実施、さらにコロナ蔓延前の2019年までは日本国外の大学生をインターンシップとして迎えていた。これらの再開の時期は未定。なお、これとは別に2017年度には、カリフォルニア州立マーセッドカレッジとパートナーシップ協定を結んだ。
長野県では初めて、タブレット型コンピュータを使った情報の授業や、高校では珍しく、校内ネットワークを使った教育が行われている。それに伴い、学校及び寮でWi-Fiが利用できる。
文化祭は「聖祭（ひじりさい）」と称し、毎年6月頃に行われる。
校舎にはエレベーターも設置されバリアフリー化がなされている他、全館冷房と床暖房を備える。
2022年度から教育理念を「礼節・忍耐・誠実」から「自由と愛」に変更した。
2023年4月1日、佐久長聖中学校・高等学校を運営する学校法人聖啓学園は、学校法人長野家政学園と合併して学校法人長聖となった。

## 教育目標
- 「教育は自由と愛」という教育方針のもと、一人ひとりが文武両道の中で最高の夢の実現をめざす。（以前までは礼節・忍耐・誠実が教育方針であった）
- 「知育」「美育」「気育」「体育」「徳育」が一体となった全人教育を目標とする。
- 豊かな人間性を育み、高い志をもった人材の育成を指針とする。

## 校風
基本的に生徒は制服を着用して登校するが、月に数回（中学は1回、高校は2回が基本）私服登校日（カジュアルデー）が設定されており、その日は私服や自己表現の強い服装での登校が許されている。
中学入学時には春季課題として清水真砂子の『大人になるっておもしろい？』を必読する。
中学と高校で海外研修プログラムが用意されており、金昇俊による主導でアメリカ合衆国かカナダへホームステイが実施される。
近年の高校としては珍しく学食があり（寮があるため）、生徒は寮生でなくても学食で昼食をとることができる。また、高校校内には多くの自動販売機を設置しており、ソフトドリンク、パンなどが購入できる。なお、パンについては近隣のパン屋が昼休みに販売に来る。

## 寮
約半数の生徒が入寮する。寮は学校生活の延長線上にあると位置付けられており、「館」と呼ばれる。男子学習寮の聖徳館、男子運動部寮の聖修館、女子寮の聖心館、駅伝部用の聖徳館南館の4つの寮がある。館では夜に学習会が設けられていて、毎晩学習に取り組むことになっている。中学校には聖朋館があり、希望者が入寮可能となっている。生活サイクルは高校と同様。

## 沿革
- 1964年（昭和39年） - 学校法人佐久学園により佐久高等学校として開校。
- 1971年（昭和46年） - 木造校舎から鉄筋コンクリート校舎へ。
- 1995年（平成7年） - 佐久長聖中学校を設置し、中高一貫教育を開始。佐久長聖高等学校へ改称。中高一貫校となる。
- 2004年（平成16年） - 学校法人佐久学園から学校法人聖啓学園に移管。
- 2017年（平成29年） - 新校舎完成。

## 部活動
野球部は夏の甲子園へ9回、センバツへ1回出場している。1994年夏（第76回）のベスト4が最高成績。2018年（第100回）では甲子園史上初の延長タイブレークを制した。野球部監督とコーチがPL学園出身であり、休部となったPL学園野球部のオリジナル応援曲「ウイニング」「ヴィクトリー」の楽譜一式を正式にPL学園から同校の吹奏楽部が引き継ぎ、伝統を継承している。
駅伝部は師走の都大路（京都市）を舞台に開催される全国高校駅伝へ長野県代表として1998年の第49回大会から27大会連続出場中。2008年第59回大会、2017年第68回大会、2023年第74回大会、2024年第75回大会で4回全国優勝している。準優勝は5回。入賞は24回。
2022年には、2時間1分57秒の日本高校最高記録（留学生を含まない日本選手だけの記録）を樹立し、翌年の2023年には、5000ｍ13分台の6選手を擁して2時間1分00秒の大会新記録で優勝した。駅伝部OBの多くが箱根駅伝、ニューイヤー駅伝、天皇盃全国都道府県駅伝、世界陸上選手権、五輪などで活躍している。マラソン日本記録前保持者で2020年東京オリンピック日本代表の大迫傑も駅伝部OBのひとり。
スケート部はインターハイ総合優勝を5回達成しており、ISUスピードスケートW杯、世界距離別選手権、五輪の日本代表選手を多数輩出している。OGの菊池彩花が2018年平昌オリンピックで金メダルを獲得した（チームパシュート）。
女子バスケットボール部はウィンターカップへ14回、インターハイへ12回出場している。
駅伝部・陸上部・野球部・女子野球部・男子バスケットボール部・女子バスケットボール部・柔道部・剣道部・スケート部・水泳部・ゴルフ部・女子サッカー部、文化部では吹奏楽部が強化指定部に指定されている。

## アクセス
- JR小海線岩村田駅 徒歩2分
- JR北陸新幹線佐久平駅 徒歩5分

## 著名な出身者

### 陸上競技
- 佐藤清治 - 陸上競技選手、セビリア世界陸上日本代表、1999年日本陸上競技選手権1500m優勝
- 高見澤勝 - 陸上競技選手、佐久長聖高等学校駅伝部監督
- 上野裕一郎 - 陸上競技選手、ベルリン世界陸上日本代表、2009年日本陸上競技選手権1500m・5000m優勝。前立教大学陸上競技部駅伝監督（ひらまつ病院）
- 佐藤悠基 - 陸上競技選手、ロンドン五輪日本代表、2011年～2014年日本陸上競技選手権10000m優勝、2014年日本陸上競技選手権5000m優勝（SGホールディングス）
- 堂本尚寛 - 陸上競技選手（JR東日本）
- 村澤明伸 - 陸上競技選手（SGホールディングス）
- 千葉健太 - 陸上競技選手（富士通）
- 佐々木寛文 - 陸上競技選手（プレス工業）
- 平賀翔太 - 陸上競技選手（住友電工）
- 藤井翼 - 陸上競技選手（別府自衛隊）
- 大迫傑 - 陸上競技選手、東京五輪6位入賞、マラソン前日本記録保持者、2016年～2017年日本陸上競技選手権10000m優勝、2016年日本陸上競技選手権5000m優勝（ナイキ）
- 矢野圭吾 - 陸上競技選手（花王）
- 關颯人 - 陸上競技選手（SGホールディングス）
- 名取燎太 - 陸上競技選手（コニカミノルタ）
- 中谷雄飛 - 陸上競技選手（SGホールディングス）
- 鈴木芽吹 - 陸上競技選手、2025年日本陸上競技選手権10000m優勝（トヨタ自動車）
- 吉岡大翔 ‐ 陸上競技選手、U20世界選手権7位入賞、5000ｍ日本高校記録保持者（順天堂大学）
- 山口竣平 - 陸上競技選手（早稲田大学)

### スケート
- 今井裕介 - スピードスケート、長野五輪・ソルトレイクシティ五輪・トリノ五輪日本代表
- 菊池彩花 - スピードスケート、ソチ五輪・平昌五輪金メダリスト、紫綬褒章（富士急行）
- 小沢幸 - ショートトラック、長野五輪4位入賞、W杯銅メダリスト
- 篠原祐剛 - ショートトラック、長野五輪・ソルトレイクシティ五輪日本代表
- 中嶋敬春 - スピードスケート、ソルトレイクシティ五輪・トリノ五輪日本代表
- 大林昌仁 - スピードスケート、W杯（トマショフマゾウィエツキ大会）金メダリスト
- 曽我こなみ - スピードスケート、W杯（トマショフマゾウィエツキ大会）金メダリスト
- 上原龍 - 元スピードスケート選手、競輪選手

### バスケットボール
- 横井美沙 - プロバスケットボール選手（山梨クィーンビーズ）
- 松澤希美 - プロバスケットボール選手（トヨタ紡織サンシャインラビッツ）
- 飯田遼 - プロバスケットボール選手（川崎ブレイブサンダース）

### スポーツその他
- 元山飛優 - プロ野球選手（埼玉西武ライオンズ）
- 山本晃大 - プロ野球選手（北海道日本ハムファイターズ）
- 小澤瑶生 - プロボクサー WBO世界王者（フュチュール）
- 髙橋恵 - プロゴルファー（伊藤園）
- 今井胡桃 - プロスノーボーダー、平昌五輪・北京五輪日本代表
- 上田瑠偉 - 山岳トレイルランナー：2019年間世界王者
- BOW川 - eスポーツプロプレイヤー
- 白金宏都 - 柔道選手、グランドスラム・ウランバートル　60㎏級優勝
- 白金未桜 - 柔道選手、2024年世界ジュニア　団体戦金メダリスト
- 納庄千寿 - 柔道選手、2024年世界ジュニア　52㎏級銀メダリスト

### 芸能
- 島田秀平 - 芸人、手相占い師（ホリプロコム）
- 小林アナ - 芸人（サンミュージック）、元新潟テレビ21アナウンサー
- 近藤合歓 - 女優（劇団四季）
- 平野有海 - タレント、気象予報士、元テレビ静岡アナウンサー
- 寺島舞 - フリーアナウンサー、元高知さんさんテレビアナウンサー
- 大谷映美里 - アイドル（=LOVE）
- 湖華詩 - 宝塚歌劇団娘役

## 著名な学校関係者
- 両角速 - 駅伝部前監督
- 野々垣武志 - 女子硬式野球部監督